# 北营街道
北营街道，是中华人民共和国山西省太原市小店区下辖的一个乡镇级行政单位。

## 行政区划
北营街道下辖以下地区：
山针社区、肉联社区、许坦社区、毛条社区、农科社区、灯泡社区、电修社区、山毛社区、许西社区、许东社区、龙堡社区、南坪头社区、黑驼村、老峰村、西家凹村、岗头村、道巴村和西峰村。